# Rainbow heart ♡ rainbow dream ☆/Strike my soul
「rainbow heart ♡ rainbow dream ☆／Strike my soul」（レインボー・ハート・レインボー・ドリーム／ストライク・マイ・ソウル）は、井口裕香の3枚目のシングル。2013年11月27日にワーナー・ホーム・ビデオから発売された。

## 音楽性
「rainbow heart ♡ rainbow dream ☆」は、かわいらしく前向きな曲。デモの段階では全英語詞であったため、井口自身「カッチョイー」と思い、かつリズムがライブ向きであるため当曲を選んだという。歌詞の制作に際しては事前にmeg rockに面会し、彼女に自身の趣味や嗜好を話した上で歌詞にそれらを盛り込んだという。そのため所々にセリフのようなフレーズ、語呂合わせのフレーズ、記号が散りばめられるなど遊び心が満載された内容になっている。
「Strike my soul」は、テレビアニメ『ストライク・ザ・ブラッド』のエンディングテーマに起用された大人っぽくてかっこいい曲。レコーディングではダークさや大人っぽさを出そうと努力したという。そのためレコーディング時にスタジオのブースの照明を消したり目隠しを試みたりしたという。

## シングルリリース
2013年11月27日にワーナー・ホーム・ビデオから発売された。井口のシングルとしては、前作「Grow Slowly」から6か月ぶりのリリースとなる。
販売形態はMV付特別盤（1000427830）と通常盤（1000427831）の2種リリースで、MV付特別盤には「rainbow heart ♡ rainbow dream ☆」のPV・メイキング・TVスポットを収録したDVDが同梱されている。
ジャケットは、MV付特別盤にはギターを持った井口の写真が、通常盤には『ストライク・ザ・ブラッド』に登場する姫柊雪菜のイラストがそれぞれ使用されている。
なお両A面シングルであるもの、MV付特別盤と通常盤で1曲目と2曲目が入れ替わっている。

## シングル収録内容

### MV付特別盤
CDシングル
1. rainbow heart ♡ rainbow dream ☆ [3:34]
  - 作詞：meg rock、作曲：山田智和、編曲：佐々木裕
2. Strike my soul [4:22]
  - 作詞：六ツ見純代、作曲：伊藤翼、編曲：渡辺拓也
  - テレビアニメ『ストライク・ザ・ブラッド』エンディングテーマ
3. rainbow heart ♡ rainbow dream ☆（Instrumental）
4. Strike my soul（Instrumental）

DVD
1. rainbow heart ♡ rainbow dream ☆（MUSIC Video）
2. rainbow heart ♡ rainbow dream ☆（MV Making film）
3. rainbow heart ♡ rainbow dream ☆（TV-SPOT）

### 通常盤
CDシングル
1. Strike my soul
2. rainbow heart ♡ rainbow dream ☆
3. Strike my soul（Instrumental）
4. rainbow heart ♡ rainbow dream ☆（Instrumental）

## チャート
| チャート（2013年）                                 | 最高位 |
| -------------------------------------------------- | ------ |
| オリコン                                           | 25     |
| Billboard JAPAN Hot Singles Sales                  | 21     |
| Billboard JAPAN Top Independent Albums and Singles | 5      |
| rainbow heart ♡ rainbow dream ☆                    |        |
| Billboard JAPAN Hot 100                            | 75     |
| Billboard JAPAN Hot Animation                      | 12     |